# Alojzy Adamczyk

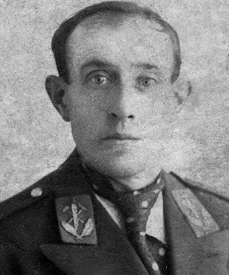
Alojzy Adamczyk

Alojzy Adamczyk (* 16. Juni 1895 in Loslau, Kreis Pleß,  Oberschlesien; † 10. Januar 1940 im KZ Mauthausen) war ein polnischer Widerstandskämpfer und Teilnehmer an allen drei Aufständen in Oberschlesien.
Adamczyk war als Schlosser ausgebildet worden und arbeitete bis zum Ausbruch des Zweiten Weltkrieges in einer Kokerei in Radlin in Wodzisław Śląski. Am 8. September 1939, während der Eroberung Polens durch die Wehrmacht, erhielt er eine Vorladung bei der Polizei, wurde verhaftet und in einem Keller-Büro in Radlin gefangen gehalten. Von dort wurde er in das KZ Buchenwald transportiert und danach in das KZ Mauthausen, wo er ermordet wurde.
Adamczyk war ein entfernter Nachkomme des letzten polnischen Königs Stanislaus II. August Poniatowski.

## Ehrungen
- Silbernes Verdienstkreuz
- Kreuz der Schlesischen Aufständischen
- Ritterkreuz des Ordens der Wiedergeburt des polnischen Orden Polonia Restituta (Order Odrodzenia Polski).